# Розалія (співачка)
Розалія Віла Тобелла (народилася 25 вересня 1992 р.), відома як Розалія (іспанською: Rosalía [rosaˈlia] або каталонською: [ruzə'liə]; інколи — стилізовано великими літерами) — іспанська співачка та авторка пісень.

## Біографія
Розалія народилася 25 вересня 1992 року в Сант-Кугат-дель-Вальес, і виросла у Сант-Естеве-Сесровірес, маленькому містечку на півночі Барселони.
Дівчина виявила інтерес до сценічного мистецтва в ранньому віці, особливо після відкриття дискографії іспанського співака фламенко Камарона де ла Ісла. 
Почала здобувати професійну музичну освіту у віці 16 років у Taller de Músics. Пройшла шестирічний курс в академії. Почала відвідувати школу Раваля, але через високі оцінки та численні рекомендації перейшла до Вищої музичної школи Каталонії, щоб закінчити навчання.

## Творчість

### Ранні роки — до 2015
Розалія починала, працюючи співачкою на весіллях і у музичних барах, за що їй платили «трохи більш як 80 євро або в обмін на вечерю». За цей час Розалія познайомилася з багатьма андеграундними іспанськими артистами, які пізніше досягли успіху, такими як La Zowi, Yung Beef, Kaydy Cain, Hinds і María Escarmiento.
У ранній період творчості активно з’являлася у телешоу, співпрацювала з артистами фламенко, виступала на музичних фестивалях, працювала викладачем фламенко та вокалу.
У 2015 році вона працювала з брендом одягу Desigual і заспівала сингл для їхньої кампанії «Last Night Was Eternal». Того ж року вона випустила «Un Millón de Veces». 
У 2016 році співпрацювала з іспанським репером і своїм колишнім бойфрендом C. Tangana над піснею «Antes de Morirme». Пісня стала хітом і увійшла до іспанського чарту синглів у 2018 році після успіху іншої роботи Розалії. 

### 2016-2017: Los Ángeles
У 2016 році Розалія виступала у Таблао дель Кармен, на спеціалізованому майданчику для фламенко в Барселоні. Серед глядачів був Рауль Рефрі, іспанський продюсер та музикант, якого вона запросила на шоу. Вони почали разом працювати над двома альбомами. 
Розалія підписала контракт з Universal Music пізніше у 2016 році, і переїхала до Каліфорнії.
Перший альбом Los Ángeles випущений у 2017 році. У ньому представлені перероблення класики фламенко, робота розповідає про смерть у похмурій формі з агресивними гітарними акордами Рефрі. Альбом був дуже добре прийнятий критиками.
Розалія була номінована як найкращий новий виконавець на 18-й церемонії вручення премії Latin Grammy Awards. 
Los Ángeles отримав нагороду «Альбом року» на Time Out Awards і премію Ruido de la Prensa за найкращий національний рекорд. У 2017 році RTVE зв'язався з Розалією для участі в попередньому відборі для представлення Іспанії на пісенному конкурсі Євробачення 2017, від чого вона відмовилася через конфлікти в розкладі з просуванням її дебютного запису.
Розалія і Рауль Рефрі розпочали концертний тур Los Ángeles Tour, підтримавши перший спільний студійний альбом. 

### 2018-2020: El Mal Querer
Запис другого студійного альбому El Mal Querer розпочався на початку 2017 року як її проєкт у бакалавраті Каталонського музичного коледжу. Вона вирішила працювати разом з іспанським музикантом Ель Гінчо.
Тематика та структура альбому натхненна новелою 13 століття «Фламенка». Кожна пісня на альбомі відповідає розділу історії, описаної в анонімному окситанському романі. Попри відсутність бюджету на виробництво платівки, оскільки вона була незалежною артисткою, яка працювала над університетським проєктом, Розалія інвестувала багато власних грошей, аж до того, що майже збанкрутувала. Альбом був майже повністю записаний у квартирі Ель Гінчо в Барселоні з комп’ютером, мікрофоном і звуковим столом. У ньому змішане традиційне фламенко з сучасною попмузикою.
У травні 2018 року Розалія випустила головний сингл альбому «Malamente». Сингл привернув увагу міжнародних зірок, таких як Кортні Кардаш'ян і Дуа Ліпа, а також численних музичних критиків. «Malamente» номінувався на MTV Europe Music Awards та Latin Grammy. Музичне відео на пісню стало вірусним в Інтернеті й було визнано відео року за версією Pitchfork. Пісню номінували на п'ять латиноамериканських премій Ґреммі. Сингл п'ять разів став платиновим в Іспанії за тираж понад 200 000 копій, а також є платиновим в США. 
Наступний сингл «Pienso en tu Mirá» був випущений у липні через Sony Music. 
El Mal Querer вийшов 2 листопада 2018 року. Альбом увійшов до хіт-парадів Бельгії, Швейцарії, Португалії, Нідерландів та Сполучених Штатів, де альбом дебютував на вершині американського хіт-параду латиноамериканських попальбомів. 
El Mal Querer отримав загальне визнання музичних критиків. Алексіс Петрідіс у The Guardian високо оцінив альбом, поставивши йому найвищу оцінку та описав його як «візитну картку нового унікального таланту». El Mal Querer був включений до понад двадцяти списків альбомів року та десятиліття такими виданнями, як Pitchfork, Billboard та The Guardian. 
Пізніше El Mal Querer номінували на кілька нагород, включаючи чотири премії Latin Grammy, премію Latin Billboard Music, премію Latin American Music та премію LOS40 Music. Він отримав нагороду Latin Grammy як альбом року та найкращий попальбом. Таким чином, Розалія стала першою жінкою, яка отримала премію Latin Grammy за альбом року після Шакіри у 2006 році. 
У 2019 році Розалія отримала камео у фільмі Педро Альмодовара «Біль і слава». 
У лютому 2019 року виконала оновлений кавер на композицію Los Chunguitos «Me Quedo Contigo» разом з Orfeó Català на 33-й церемонії вручення премії Goya Awards. Через місяць вона розпочала світове турне El Mal Querer Tour на підтримку другого студійного альбому. Тур відвідав декілька фестивалів, таких як Lollapalooza, Glastonbury та Coachella. 
Під час гастролей Розалія випустила кілька пісень. 28 березня 2019 року вона випустила нову роботу — «Con Altura» разом з колумбійським виконавцем J Balvin. Попри неоднозначні відгуки критиків, «Con Altura» очолив хіт-паради Аргентини, Колумбії, Домініканської Республіки, Мексики, Венесуели та Іспанії. Музичний кліп на пісню став найпопулярнішим музичним відео виконавиці 2019 року. Це також породило прізвисько «La Rosalía», і її хореографія врешті стала вірусною у латинській попкультурі. 
«Con Altura» виграла дві нагороди MTV Video Music Awards за найкраще латиноамериканське відео та найкращу хореографію.
У травні Розалія випустила пісню «Aute Cuture». Вона отримала номінацію на латинську Ґреммі як запис року. У липні випустила сингл «Fucking Money Man», який включає два треки: «Milionària» (який вона співала каталонською) і «Dios Nos Libre del Dinero». «Milionària» мала успіх, ставши її четвертою піснею номер один у рідній країні.
15 серпня вона випустила пісню у співпраці з Ozuna «Yo x Ti, Tu x Mi». Сингл здобув дві перемоги на 21-й латинській премії Ґреммі. 
У листопаді Розалія випустила «A Palé», в якій представлений фоновий вокал Джеймса Блейка, з яким вона раніше працювала над «Barefoot in the Park». 
У грудні Розалія була представлена разом з Lil Baby в реміксі на пісню Тревіса Скотта «Highest in the Room». Вперше її пісня потрапила до глобального чарту Spotify. 
Під час карантину Розалія випустила сингл «Dolerme», а в травні — «TKN», свою другу співпрацю з Тревісом Скоттом, яка зрештою стала її першим записом в американському Billboard Hot 100, дебютувавши під номером 66. Музичний кліп на «TKN» отримав премію Latin Grammy за найкраще музичне відео.
22 червня 2020 року Арка і Розалія випустили довгоочікувану спільну роботу «KLK», яка увійшла до альбому музиканта KiCk i.

### 2020 — дотепер
Розалія почала говорити про роботу над третім студійним альбомом ще у 2020 році, заявляючи, що він буде випущений «сподіваюся, у 2020 році, але щоразу, коли це має сенс». Вона також повідомила, що він не включатиме сім синглів, випущених після випуску El Mal Querer. Записи для цього альбому почалися ще у 2019 році. На початку 2020 року Розалія переїхала до Маямі через непередбачувані обставини пандемії COVID-19. Коли обмеження на поїздки зі Сполучених Штатів почали зніматися, співачка вперше поїхала до Пуерто-Рико, де записала сесії з Lunay, Раувом Алехандро та Тего Кальдероном. Під час перебування на острові вона також записала ремікс на пісню Sech «Relación», в якій також присутні Daddy Yankee, Farruko та J Balvin. Ремікс був випущений 4 вересня і приніс Розалії її друге місце в Billboard Hot 100, досягнувши 64-го місця. 
Розалія взяла участь у третьому сольному студійному альбомі Bad Bunny, El Último Tour del Mundo, на треку «La Noche De Anoche», який пізніше був випущений як сингл на День святого Валентина. 
Також вона співпрацювала з The Weeknd над реміксом на «Blinding Lights». 21 січня 2021 року співачка випустила «Lo Vas a Olvidar», довгоочікувану співпрацю з Біллі Айліш. У травні Розалія несподівано випустила спільну роботу з музикантом-експериментатором Oneohtrix Point Never під назвою «Nothing's Special». У вересні Розалія співпрацювала з домініканською реперкою Tokischa над її піснею «Linda».
2 листопада 2021 року Розалія оголосила назву свого нового альбому Motomami, який вийде на лейблі Columbia Records. Головний сингл «La Fama» за участю The Weeknd був випущений 11 листопада 2021 року. У грудні 2021 року Rockstar Games запустила нову онлайн-радіостанцію Grand Theft Auto, MOTOMAMI Los Santos, кураторами якої стали Розалія та Арка. 
31 січня 2022 року Розалія розкрила обкладинку альбому для Motomami і оголосила про випуск нової пісні 4 лютого 2022 року.

## Особисте життя
Вільно володіє каталонською, іспанською та англійською мовами.
У 2016 році Розалія почала зустрічатися з іспанським репером C. Tangana. Вони стали співавторами восьми з одинадцяти пісень другого альбому Розалії El Mal Querer. Пара розійшлася у травні 2018 року. 
У березні 2020 року Розалія почала зустрічатися з пуерториканським співаком Раувом Алехандро.
З 2023 рокі у відносинах з американським актором Джеремі Аллен Вайт.

## Дискографія
- Los Ángeles (2017)
- El Mal Querer (2018)
- Motomami (2022)